# Џил Клејберг
Џил Клејберг (енгл. Jill Clayburgh; Њујорк, 30. април 1944 — Лејквил, Конектикат, 5. новембар 2010) била је америчка глумица позната по свом раду у позоришту, телевизији и биоскопу. Освојила је награду за најбољу глумицу на Канском филмском фестивалу и номинована је за награду Оскара за најбољу глумицу за улогу у филму "Слободна жена" из 1978. године. Добила је и другу номинацију за најбољу глумицу за глумицу за филм "Почетак", као и четири номинације за Златни глобус за њене филмске представе.

## Младост
Џил је рођена у Њујорку, кћерка Јулије Луисе.
Њена мајка је била протестанткиња, а њен отац је дошао из богате јеврејске породице, мада наводно никад није причала о њеној религијској позадини и није одгајана без вере. Подигнута је на Менхетну, где је похађала школу Брерли. Затим је похађала колеџ Сара Лавренце, где је одлучила да жели да буде глумица.

## Каријера
Џил се придружила позоришту у Бостону. Направила је дебитантско издање на Броадвеју 1968. године у представи "Изненадна и случајна поновна едукација Хорсеа Јоханса", а глумила је у продукцији Хенрија Блумстеин. Наступала је у бројним Броадвејским продукцијама 1970-их и 1980-их година, укључујући музичаре Ротшилде 1972 и Пипине 1975. Она је направила свој деби у филму "Свадбена забава", снимљена је 1963. године, али угледала је свјетлост дана тек шест година касније.
Скренула је пажњу улогом и сарадњом са Џин Вајлдером из комедије-мистерије Силвер Стрик 1976. Она је такође глумила у критички признату романтичну драму Грифин и Феникс, заједно са Петром Фалком.
Њени остали филмови укључују "Портној се жали" и "Гејбл и Ломбард" (у коме је портретирала леген
Позната је и из бројних улога у серијама и филмовима укључујући "Тражи за сутра", "Закон и ред".

## Награде
Прва од две номинације за награду Оскара за најбољу глумицу била је 1978. године са филмом "Слободна жена", за коју је освојила награду за најбољу глумицу на Канском филмском фестивалу, док је друга била 1979, за филм "Почевши одавде", комедија са Буртом Ринолдсом. Такође је добила јаке похвале о драматичном наступу у игри "Ја плешем колико брзо могу". Она је добила номинације за Еми награду за свој рад у филму Хустлинг из 1975. године и за гостовања у серији Режи ме
2005. године.

## Смрт
Имала је хроничну леукемију већ више од 20 година и је умрла од болести у својој кући у Лејквилу, Конектикат, 5. новембра 2010.
Филм "Љубави и друге дроге" посвећен је њој.
Током 2012. године, пријатељ и други глумац Франк Лангела писао је о њиховом пријатељству (који је трајао више од четрдесет година) у поглављу његове књиге "Пуцали су имена: познати мушкарци и жене". Њен блиски пријатељ и драматург Ричард Гринберг написао је о њеним последњим данима у поглављу књиге "Правила за друге који живе путем коментара: Објављени коментари и самопроизвођења, објављени 2016. године.

## Лични живот
Џин се удала за сценаристу и драматурга Дејвида Рејба, 1979. године. Из тог брака имају сина Мајкла Рејба и глумицу Лили Рејб. Прије тога, пет година је гајила симпатије према Ал Пачин-у (и кратко се појавила са њим у серији "". новембра 1968).

## Филмографија
| Година | Филм                          | Улога        | Напомена                                                                       |
| ------ | ----------------------------- | ------------ | ------------------------------------------------------------------------------ |
| 1968.  | Ен-И-Пи-Ди                    | Жена у парку | Епизода: Смртоносни круг насиља                                                |
| 1969.  | Потражи сутра                 | Грејс Болтон | Биолошка мајка дјетета                                                         |
| 1969   | Свадбена забава               | Јозефина     |                                                                                |
| 1971   | Именик                        | Бит Парт     | [ 4 ]                                                                          |
| 1972   | Портној се жали               | Наоми        |                                                                                |
| 1973   | Лопов који је дошао на вечеру | Џеки         |                                                                                |
| 1974   | Терминалски човјек            | Ангела Блек  |                                                                                |
| 1974   | Медицински центар             | Беверли      | Епизода:Елвисов избор                                                          |
| 1974   | Мауде                         | Адел         | Епизода:Валтеров срчани удар                                                   |
| 1975   | Хустлинг                      | Ванда        | Номинована за Еми награду за најбољу главну глумицу у мини-серији или ТВ филму |